# George Kennedy
George Harris Kennedy 18. februar 1925, New York City, New York, ZDA, † 28. februar 2016, Boise, Idaho, ZDA.
( Ameriški filmski igralec in Oskarjev nagrajenec. )
Rodil se je v družini, ki je bila tesno povezana v show - business. Ima nemške, irske, in angleške korenine. Oče George Harris Kennedy starejši je bil glasbenik in vodja orkestra, umrl je ko je bil George mlajši star štiri leta. Vzgojila ga je mama Helena A. ( Kieselbach ), ki pa je bila plesalka baleta His maternal grandfather was a German immigrant; his ancestry also includes Irish and English..
Na gledaliških odrih je prvič nastopil, ko je bil star dve leti. V času druge svetovne vojne je pustil igranje in odšel v vojsko, kjer je ostal 16. Iz vojske je odšel zaradi poškodbe hrbta in leta 1961 začel filmsko kariero. Je vojni veteran druge svetovne vojne. 

## Kariera
Nastopil je v več kot 200 filmih in televizijskih produkcij. Delal je z legendami filma kot so: Paul Newman, Kirk Douglas, Gary Cooper, Audrey Hepburn, Batte Davis, John Wayne. Oskarja je dobil leta 1967 za stransko vlogo Draglinea v filmu Hladnokrvni kaznjenec. Igral je tudi v filmu Dvanajst ožigosanih ( 1967 ). Zraven uspehov je imel tudi nekaj spodrsljajev. Igral je tudi v seriji filmov Aerodrom v 70 letih dvajsetega stoletja. Je edini igralec, ki je nastopil v vseh štirih nadaljevanjih tega filma. Ponovno slavo je doživel v filmu Gola pištola 1 ( 1988 ) in v nadaljevanju tega filma Gola pištola 2 1/2 ( 1991 ) in Gola pištola 33 1/3 ( 1994 ). Njegov glas lahko zasledimo tudi v animiranih filmih Mačke ne plešejo (Cats Don't Dance 1997 )in v  Vojačkih ( Small Soldiers 1998 ). Sedaj je Četrtič poročen, ima tri otoke Taylor Kennedy, Betty Kennedy in Shaunna Kennedy. Ena izmed njih je v zaporu zaradi drog. Z ženo Joan McCarthy s katero sta poročena od leta 1978 sta  leta 1998 posvojila vnukinjo, po hčerini aretaciji, ker ta ni bila več sposobna skrbeti zanjo. Njegova prva žena je bila Dorothy Gillooly ( 1943 - ? ), z drugo ženo Normo Wurman je bil poročen dvakrat ( 1959 - 1971 ) in (1973 - 1978 ), z njo ima dva otroka. George Kennedy je star 90 let.